# Sommer-Paralympics 2024/Teilnehmer (Zypern)
| stlisierte Goldmedaille | stlisierte Silbermedaille | stlisierte Bronzemedaille |
| ----------------------- | ------------------------- | ------------------------- |
| —                       | 1                         | 1                         |

Zypern nahm mit zwei Athletinnen und einem Athleten an den Paralympischen Spielen Paris 2024 vom 28. August bis zum 8. September 2024 teil. Fahnenträgerin bei der Eröffnungsfeier war die Schwimmerin Karolina Pelendritou.

## Teilnehmer nach Sportart

### Gewichtheben
| Athletin     | Wettbewerb       | Gewicht | Rang |
| ------------ | ---------------- | ------- | ---- |
| Maria Markou | Frauen bis 61 kg | 95 kg   | 9    |

### Leichtathletik
| Athlet            | Klassifizierung | Wettbewerb | Vorlauf/Vorkampf | Vorlauf/Vorkampf | Halbfinale | Halbfinale | Finale     | Finale | Rang |
| Athlet            | Klassifizierung | Wettbewerb | Zeit/Weite       | Rang             | Zeit/Weite | Rang       | Zeit/Weite | Rang   | Rang |
| ----------------- | --------------- | ---------- | ---------------- | ---------------- | ---------- | ---------- | ---------- | ------ | ---- |
| Viktoras Pentaras | T37             | Weitsprung | –                | –                | –          | –          | 5,88 m     | 7      | 7    |

### Schwimmen
Frauen
| Athletin             | Klasse             | Ergebnis    | Platz  |
| -------------------- | ------------------ | ----------- | ------ |
| Karolina Pelendritou | 50 m Freistil S 11 | 29,82 s     | Silber |
| Karolina Pelendritou | 100 m Brust SB 11  | 1:21,64 min | Bronze |